# 상하이 지하철 4호선
상하이 지하철 4호선(중국어: 上海轨道交通4号线)(순환선, 環線)은 상하이 지하철의 노선으로, 환상선이라는 별칭의 도시 철도 노선이다.
2006년에 운행을 시작했다. 영업 거리는 27 km. 지하철 3호선과 일부 노선을 공유하고 있고, 따무챠오루 역(大木橋路駅)－란춘루 역(藍村路駅) 간은 공사 중 사고 때문에 운행이 지연되었다. 이 사고로 사망자는 내지 않았지만, 파손이 커서, 경로를 바꾸고 다른 터널을 건설하여 설계조차도 변경행 했다. 이 공사 사고가 때문에 중국 전국에서의 지하철 건설 러시가 재평가되고, 전국 범위에서 중국 국무원의 지하철 건설 허가가 한때 중단되었었다.
2007년 12월 29일에 전 노선을 개통하여 현재 안쪽 순환선은 러시아워 때 5.5분 간격으로 밖의 시간대 및 외부 순환선 전 시간대에 11분 간격으로 운행 중이다. 2호선에 빌려주고 있는 차량은 2008년에 2호선의 8량 차량의 보충 구매하여, 4호선에 순차적으로 돌아올 예정이다. 최종적으로는 전 노선, 전 시간대에 5.5분 간격으로 운행할 예정이다. 또 현재 운전 방식은 이샨루 역(宜山路) 종점과 순환 운전 방식이 있다．

## 개요
- 역수：22개
- 궤간：1,435mm
- 복선구간：전 노선
- 전기방식：1,500V 직류(가선 집전 방식)

## 차량

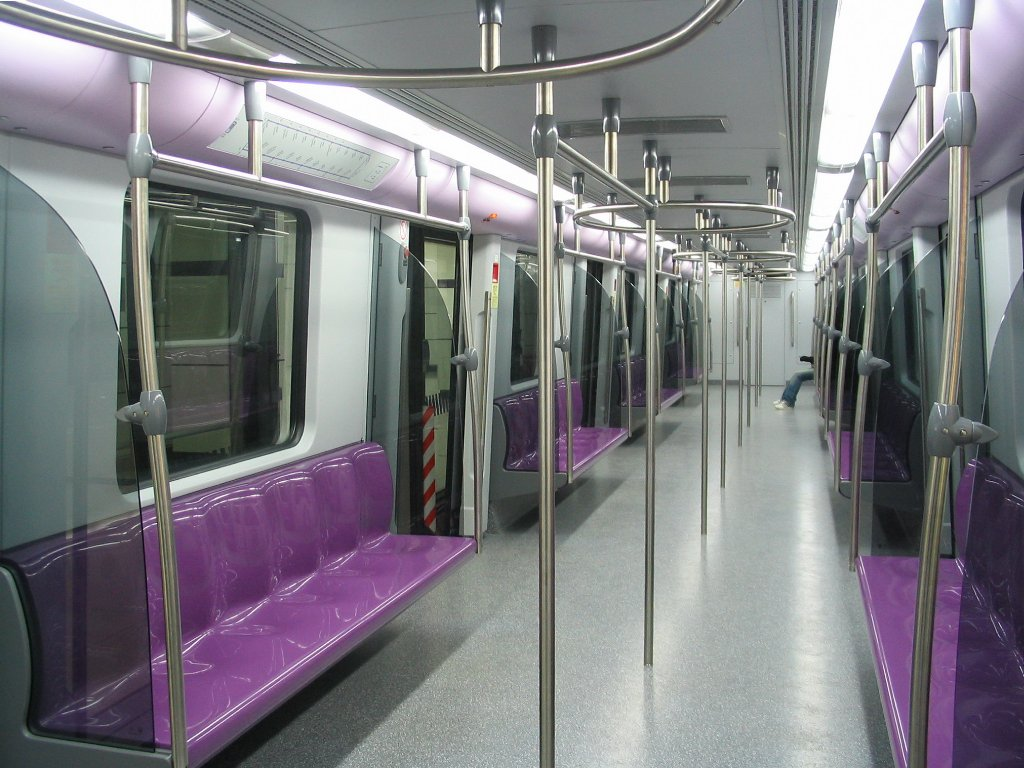
차량 내부

- 제조회사：지멘스
- 설계시속：80 km/h
- 차량편성：6량 편성

## 역 목록
| 역명                            | 역명       | 역명                     | 환승                       | 거리 (km) | 거리 (km) | 소재지   |
| 한국어                          | 중국어     | 영어                     | 환승                       | 거리 (km) | 거리 (km) | 소재지   |
| ------------------------------- | ---------- | ------------------------ | -------------------------- | --------- | --------- | -------- |
|                                 |            |                          |                            |           |           |          |
| ↑ 외선 순환, 상하이 체육관 방향 |            |                          |                            |           |           |          |
| 이산루                          | 宜山路     | Yishan Road              | ■ 3호선 ■ 9호선            |           |           | 쉬후이구 |
| 훙차오루                        | 虹桥路     | Hongqiao Road            | ■ 3호선 ■ 10호선           |           |           | 장닝구   |
| 옌안시루                        | 延安西路   | West Yan'an Road         | ■ 3호선                    |           |           | 장닝구   |
| 중산 공원                       | 中山公园   | Zhongshan Park           | ■ 2호선 ■ 3호선            |           |           | 장닝구   |
| 진사장루                        | 金沙江路   | Jinshajiang Road         | ■ 3호선 ■ 13호선           |           |           | 푸퉈구   |
| 차오양루                        | 曹杨路     | Caoyang Road             | ■ 3호선 ■ 11호선 ■ 14호선  |           |           | 푸퉈구   |
| 전핑루                          | 镇坪路     | Zhenping Road            | ■ 3호선 ■ 7호선            |           |           | 푸퉈구   |
| 중탄루                          | 中潭路     | Zhongtan Road            | ■ 3호선                    |           |           | 푸퉈구   |
| 상하이 철도역                   | 上海火车站 | Shanghai Railway Station | ■ 1호선 ■ 3호선 상하이 역  |           |           | 징안구   |
| 바오산루                        | 宝山路     | Baoshan Road             | ■ 3호선                    |           |           | 징안구   |
| 하이룬루                        | 海伦路     | Hailun Road              | ■ 10호선 ■ 19호선 (공사중) |           |           | 훙커우구 |
| 린핑루                          | 临平路     | Linping Road             |                            |           |           | 훙커우구 |
| 다롄루                          | 大连路     | Dalian Road              | ■ 12호선                   |           |           | 양푸구   |
| 양슈푸루                        | 杨树浦路   | Yangshupu Road           |                            |           |           | 양푸구   |
| 푸둥따다오                      | 浦东大道   | Pudong Avenue            | ■ 14호선                   |           |           | 푸동신구 |
| 스지따다오                      | 世纪大道   | Century Avenue           | ■ 2호선 ■ 6호선 ■ 9호선    |           |           | 푸동신구 |
| 샹청루                          | 向城路     | Xiangcheng Road          |                            |           |           | 푸동신구 |
| 란춘루                          | 蓝村路     | Lancun Road              | ■ 6호선                    |           |           | 푸동신구 |
| 탕챠오                          | 塘桥       | Tangqiao                 | ■ 19호선 (공사중)          |           |           | 푸동신구 |
| 난푸대교                        | 南浦大桥   | Nanpu Bridge             |                            |           |           | 황푸구   |
| 시짱난루                        | 西藏南路   | South Xizang Road        | ■ 8호선                    |           |           | 황푸구   |
| 루반루                          | 鲁班路     | Luban Road               |                            |           |           | 황푸구   |
| 따무챠오루                      | 大木桥路   | Damuqiao Road            | ■ 12호선                   |           |           | 쉬후이구 |
| 둥안루                          | 东安路     | Dong'an Road             | ■ 7호선                    |           |           | 쉬후이구 |
| 상하이 경기장                   | 上海体育场 | Shanghai Stadium         | ■ 23호선 (공사중)          |           |           | 쉬후이구 |
| 상하이 체육관                   | 上海体育馆 | Shanghai Indoor Stadium  | ■ 1호선                    |           |           | 쉬후이구 |
| ↓ 내선 순환, 이산루 방향        |            |                          |                            |           |           |          |
|                                 |            |                          |                            |           |           |          |

## 같이 보기
- 상하이 지하철